# Rasmus Tantholdt
Rasmus Sebastian Altenburg Tantholdt (født 20. oktober 1973 i Aarhus) er en dansk journalist.
Rasmus Tantholdt blev uddannet journalist fra Danmarks Journalisthøjskole i 2000 og har siden arbejdet på TV 2. Siden 2003 har han været TV2 Nyhedernes korrespondent i de yderste konfliktområder, særligt i Mellemøsten – i de senere år i Irak. Fra 2009 også korrespondent i den afghanske hovedstad, Kabul sammen med de øvrige TV2-korrespondenter Ulla Terkelsen og Simi Jan.
Tantholdt blev en af de centrale personer i den såkaldte lækagesag, da forsvarsminister Søren Gades spindoktor Jacob Winther angiveligt skulle have lækket fortrolige oplysninger til Tantholdt.
Privat dannede han par med Caroline Boserup, der var vært på TV 2 Nyhederne på daværende tidspunkt. De boede i København og har sønnen Emil, født i 2005. Parret blev gift i 2005 og skilt igen i 2007.
Han var fra 2010 til 2016 gift med Cecilie Beck.
I 2022 modtog Rasmus Tantholdt Publicistprisen af Den Danske Publicistklub for sin dækning af en række krige. Publicistklubben begrundede udvælgelsen med, at han formår at være det rigtige sted på det rigtige tidspunkt og få de menneskelige perspektiver med i sine fortællinger.

## Ekstern henvisning
- Rasmus Tantholdts blog Arkiveret 31. december 2006 hos  Wayback Machine på TV 2.dk
- Rasmus Tantholdts Website